# HK 11
Le HK 11 est la version fusil-mitrailleur léger du HK G3. À la fin des années 1990, il était toujours disponible dans le catalogue de Heckler & Koch sous la forme du HK 11E.

## Diffusion
Le HK 11 est moins diffusé que la version mitrailleuse du G3 qu'est la HK 21.  Il est ainsi en service dans les forces armées des pays suivants : Bangladesh, Chypre,  Grèce,  Malaisie,  Maroc,  Niger et Sri Lanka. 
En Allemagne fédérale,  les  membres du  GSG9, du KSK et du KSM utilisèrent une variante du HK 11, le HK G8, avant d'opter pour la MG4.

### Fiche technique HK11 (HK 11E)
- Munition : 7,62 × 51 mm Otan
- Longueur totale : 1 030 mm
- Longueur du canon : 450 mm
- Masse avec bipied : 7,6 kg
- Alimentation : chargeur 20/30/80 cartouches
- Cadence de tir : 700 coups par minute